# ليون كارل براون
ليون كارل براون (بالإنجليزية: L. Carl Brown)‏ هو مؤرخ أمريكي، ولد في 1928 في مايفيلد في الولايات المتحدة.